# Josef Jirousek
Josef Jirousek (26. listopadu 1845 Chlumín – 27. února 1917 Praha) byl rakouský a český podnikatel a politik, na počátku 20. století poslanec Českého zemského sněmu a náměstek starosty Prahy.

## Biografie
Narodil se v Chlumíně u Mělníka, v nezámožné rodině. Vyučil se na krejčího a odešel do ciziny na zkušenou. Po letech se vrátil a v Praze si založil vlastní krejčovský závod.
Dlouhodobě byl aktivní v obecní samosprávě. Od 30. listopadu 1889 zasedal v sboru obecních starších a 23. srpna 1906 se stal náměstkem pražského starosty (zůstal jím do roku 1909). Byl členem Řemeslnicko-živnostenské Besedy, Zemské živnostenské komise a dalších spolků a korporací. Počátkem 20. století byl například starostou Společenstva krejčích novoměstských. Působil rovněž jako předseda kuratoria vychovatelny v Libni a zasedal ve výboru živnostenských škol pokračovacích v obvodu města Prahy.
Počátkem 20. století se zapojil i do zemské politiky. Ve volbách v roce 1901 byl zvolen do Českého zemského sněmu v kurii obchodních a živnostenských komor (volební obvod Praha). Politicky se uvádí coby člen staročeské strany. Mandát obhájil ve volbách v roce 1908 za týž obvod.
Byl mu udělen Řád železné koruny a zlatý záslužný kříž. Zemřel v únoru 1917, po krátké chorobě, na záchvat mrtvice, na lůžko byl upoután jen v posledním dnu před úmrtím. Tehdy byl nejstarším členem pražské městské rady. Pochován byl v hrobce na Olšanských hřbitovech.